# 4-Stunden-Rennen von Dubai 2023, 1. Rennen

Das befahrene Streckenlayout des Dubai Autodrome

Das erste 4-Stunden-Rennen von Dubai 2023, auch Asian Le Mans Series, 4 hours of Dubai, fand am 11. Februar auf dem Dubai Autodrome statt und war der erste Wertungslauf der Asian Le Mans Series dieses Jahres.

## Das Rennen
Das Dubai-Wochenende war die erste der beiden im Februar 2023 ausgetragenen Veranstaltungen der Asian Le Mans Series 2023. An beiden Rennwochenenden wurden jeweils zwei 4-Stunden-Rennen ausgefahren. Das erste Rennen gewannen nach einer Fahrzeit von 4:03:08,373 Stunden James Allen, John Falb und Kyffin Simpson im Oreca 07 von Algarve Pro Racing mit einem Vorsprung von 9,054 Sekunden auf Charlie Eastwood, Ayhancan Güven und Salih Yoluç, die ebenfalls einen Oreca 07 fuhren.

## Ergebnisse

### Schlussklassement
| 1           | LMP2 | 25 | Algarve Pro Racing           | James Allen John Falb Kyffin Simpson                     | Oreca 07                     | 118 |
| 2           | LMP2 | 3  | DKR Engineering              | Charlie Eastwood Ayhancan Güven Salih Yoluç              | Oreca 07                     | 118 |
| 3           | LMP2 | 98 | 99 Racing                    | Gonçalo Gomes Neel Jani ---- Nikita Masepin              | Oreca 07                     | 118 |
| 4           | LMP2 | 24 | Nielsen Racing               | Mathias Beche Ben Hanley Rodrigo Sales                   | Oreca 07                     | 118 |
| 5           | LMP2 | 22 | United Autosports            | Paul di Resta Philip Hanson James McGuire                | Oreca 07                     | 117 |
| 6           | LMP2 | 23 | United Autosports            | Oliver Jarvis Garnet Patterson Yasser Shahin             | Oreca 07                     | 117 |
| 7           | LMP2 | 44 | Autoracing Club Bratislava   | Miroslav Konôpka Nico Pino László Tóth                   | Oreca 07                     | 117 |
| 8           | LMP2 | 37 | Cool Racing                  | Alexandre Coigny Malthe Jakobsen Nicolas Lapierre        | Oreca 07                     | 115 |
| 9           | LMP3 | 29 | MV2S Racing                  | Jérôme de Sadeleer ---- Viacheslav Gutak Fabien Lavergne | Ligier JS P320               | 114 |
| 10          | LMP3 | 8  | Graff Racing                 | Fabrice Rossello Xavier Lloveras François Hériau         | Ligier JS P320               | 114 |
| 11          | LMP3 | 1  | CD Sport                     | Michael Jensen Nick Adcock Valdemar Eriksen              | Ligier JS P320               | 113 |
| 12          | LMP3 | 55 | Rinaldi Racing               | Lorcan Hanafin Matthias Lüthen Jonas Ried                | Duqueine M30 - D08           | 113 |
| 13          | LMP3 | 73 | Inter Europol Competition    | John Corbett Alexander Bukhantsov James Winslow          | Ligier JS P320               | 113 |
| 14          | LMP3 | 5  | DKR Engineering              | Tom Van Rompuy Valentino Catalano                        | Duqueine M30 - D08           | 113 |
| 15          | GT   | 34 | Walkenhorst Motorsport       | Chandler Hull Nicky Catsburg Thomas Merrill              | BMW M4 GT3                   | 112 |
| 16          | LMP3 | 2  | CD Sport                     | ---- Vladislav Lomko James Sweetnam Fabien Michal        | Ligier JS P320               | 112 |
| 17          | GT   | 10 | GetSpeed                     | Raffaele Marciello Fabian Schiller Florian Scholze       | Mercedes-AMG GT3 Evo         | 112 |
| 18          | GT   | 7  | Haupt Racing Team            | Al Faisal Al Zubair Luca Stolz Martin Konrad             | Mercedes-AMG GT3 Evo         | 112 |
| 19          | LMP3 | 9  | Graff Racing                 | Éric Trouillet Sébastien Page Belén García               | Ligier JS P320               | 112 |
| 20          | GT   | 91 | Herberth Motorsport          | Alex Malykhin Joel Sturm Harry King                      | Porsche 911 GT3 R            | 112 |
| 21          | LMP3 | 53 | Inter Europol Competition    | Kai Askey Wyatt Brichacek Miguel Cristóvão               | Ligier JS P320               | 112 |
| 22          | LMP3 | 15 | RLR MSport                   | Amir Feyzulin Bijoy Garg Andres Latorre Canon            | Ligier JS P320               | 112 |
| 23          | GT   | 20 | Herberth Motorsport          | Nicolas Leutwiler Mikkel Pedersen Matteo Cairoli         | Porsche 911 GT3 R            | 111 |
| 24          | GT   | 99 | Herberth Motorsport          | Ralf Bohn Axcil Jefferies Robert Renauer                 | Porsche 911 GT3 R            | 111 |
| 25          | GT   | 6  | Haupt Racing Team            | Arjun Maini Frank Bird Michael Blanchemain               | Mercedes-AMG GT3 Evo         | 111 |
| 26          | GT   | 60 | Formula Racing               | Johnny Laursen Conrad Laursen Nicklas Nielsen            | Ferrari 488 GT3 Evo 2020     | 111 |
| 27          | GT   | 21 | AF Corse                     | Stefano Costantini Simon Mann Miguel Molina              | Ferrari 488 GT3 Evo 2020     | 111 |
| 28          | GT   | 19 | Leipert Motorsport           | Gabriel Rindone Brendon Leitch Marco Mapelli             | Lamborghini Huracán GT3 Evo  | 111 |
| 29          | GT   | 95 | TF Sport                     | John Hartshorne Henrique Chaves Jonny Adam               | Aston Martin Vantage AMR GT3 | 110 |
| 30          | GT   | 59 | Garage 59                    | Nick Halstead Louis Prette Rob Bell                      | McLaren 720S GT3             | 110 |
| 31          | GT   | 77 | D'Station Racing             | Satoshi Hoshino Tomonobu Fujii Charlie Fagg              | Aston Martin Vantage AMR GT3 | 110 |
| 32          | GT   | 57 | CarGuy                       | Takeshi Kimura Frederik Schandorff Mikkel Jensen         | Ferrari 488 GT3 Evo 2020     | 110 |
| 33          | GT   | 88 | Garage 59                    | Alexander West Benjamin Goethe Tom Gamble                | McLaren 720S GT3             | 110 |
| 34          | LMP3 | 63 | Inter Europol Competition    | Adam Ali John Schauerman James Dayson                    | Ligier JS P320               | 109 |
| 35          | LMP3 | 18 | 360 Racing                   | Frédéric Jousset Sebastián Álvarez Ross Kaiser           | Ligier JS P320               | 107 |
| 36          | LMP3 | 4  | Nielsen Racing               | Anthony Wells Matthew Bell                               | Ligier JS P320               | 106 |
| 37          | GT   | 67 | Orange Racing Powered by JMH | Simon Orange Michael O’Brien Marcus Clutton              | McLaren 720S GT3             | 105 |
| 38          | LMP3 | 17 | Cool Racing                  | Cedric Oltramare Adrien Chila Marcos Siebert             | Ligier JS P320               | 105 |
| 39          | GT   | 16 | GetSpeed                     | Bihuang Zhou Zhongwei Wang Alexandre Imperatori          | Mercedes-AMG GT3 Evo         | 104 |
| Ausgefallen |      |    |                              |                                                          |                              |     |
| 40          | LMP2 | 43 | Inter Europol Competition    | Nolan Siegel Christian Bogle Charles Crews               | Oreca 07                     | 102 |
| 41          | GT   | 33 | Herberth Motorsport          | Antares Au Alfred Renauer Klaus Bachler                  | Porsche 911 GT3 R            | 90  |
| 42          | GT   | 74 | Kessel Racing                | Michael Broniszewski David Fumanelli Felipe Fraga        | Ferrari 488 GT3 Evo 2020     | 75  |
| 43          | GT   | 72 | HubAuto Racing               | Liam Talbot Jules Gounon Ollie Millroy                   | Mercedes-AMG GT3 Evo         | 72  |
| 44          | GT   | 65 | Viper Niza Racing            | Douglas Khoo Dominic Ang                                 | Aston Martin Vantage AMR GT3 | 72  |
| 45          | LMP3 | 11 | WTM by Rinaldi Racing        | Torsten Kratz Leonard Weiss Nicolás Varrone              | Duqueine M30 - D08           | 44  |
| 46          | GT   | 66 | Bullitt Racing               | Valentin Hasse-Clot Jacob Riegel Martin Berry            | Aston Martin Vantage AMR GT3 | 4   |

### Nur in der Meldeliste
Zu diesem Rennen sind keine weiteren Meldungen bekannt.

### Klassensieger
| Klasse | Fahrer             | Fahrer                | Fahrer          | Fahrzeug       | Platzierung im Gesamtklassement |
| ------ | ------------------ | --------------------- | --------------- | -------------- | ------------------------------- |
| LMP2   | James Allen        | John Falb             | Kyffin Simpson  | Oreca 07       | Gesamtsieg                      |
| LMP3   | Jérôme de Sadeleer | ---- Viacheslav Gutak | Fabien Lavergne | Ligier JS P320 | Rang 9                          |
| GT     | Chandler Hull      | Nicky Catsburg        | Thomas Merrill  | BMW M4 GT3     | Rang 15                         |

### Renndaten
- Gemeldet: 46
- Gestartet: 46
- Gewertet: 39
- Rennklassen: 3
- Zuschauer: unbekannt
- Wetter am Renntag: warm und trocken
- Streckenlänge: 5,377 km
- Fahrzeit des Siegerteams: 4:03:08,373 Stunden
- Gesamtrunden des Siegerteams: 118
- Gesamtdistanz des Siegerteams: 634,486 km
- Siegerschnitt: unbekannt
- Pole Position: C. R. Crews – Oreca 07 (#43) – 1:48,580
- Schnellste Rennrunde: C. R. Crews – Oreca 07 (#53) – 1:49,143
- Rennserie: 1. Lauf zur Asian Le Mans Series 2023